# Sarajevski okrug
Sarajevski okrug bio je jedan od okruga u BiH dok je bila pod Austro-Ugarskom. Sjedište mu je bilo u Sarajevu. Područje grada Sarajeva bilo je izdvojeno iz nadležnosti okružne oblasti i kotarskog ureda.
Godine 1895. okrug se (nje. Kreise) prostirao na 8.411 km² na kojem je živjelo 228.107 stanovnika. Obuhvaćao je 1895. područje 8 kotara (nje. Bezirk):
- Čajniče
- Foča
- Fojnica
- Rogatica
- Sarajevo
- Visoko
- Višegrad

Iz ovog okruga brojem stanovnika su se 1879. isticali Visoko s 4.205 i Sarajevo s 21.377 stanovnika; premda sjedište okruga, Sarajevo je bilo izvan nadležnosit okružne vlasti i bilo je posebna upravna jedinica.